# Gianpiero D'Alia
Gianpiero D'Alia, né le 22 septembre 1966 à Messine, est un homme politique italien, membre de l'UDC, inscrit d'abord au groupe parlementaire du Choix citoyen pour l'Italie puis à celui de Pour l'Italie en 2013. 
De 2017 à 2018, il dirige les Centristes pour l'Europe comme coordinateur.

## Biographie
Gianpiero D'Alia devient ministre pour l'Administration publique et la Simplification du gouvernement Letta le 27 avril 2013.
Lors du congrès de l'UdC, en février 2014, il est battu de 4 voix par Lorenzo Cesa, alors qu'il présentait une motion de rupture.